# Ed Kooyman
Ed Kooyman (Wilrijk, 27 januari 1948) is een Vlaams kleinkunstzanger en folkzanger. Hij zingt vooral countryliedjes in het Antwerps. Kooymans bekendste liedje is “Kongee” (1974).
Kooyman begon zijn carrière op aanraden van Wannes Van de Velde. Behalve gitaar speelde Kooyman ook banjo, concertina, autoharp en mondharmonica.
Sinds zijn eerste album in 1973 treedt Kooyman ook regelmatig op met Herman Van Haeren. Samen hebben ze al talloze albums uitgebracht.

## Selectieve discografie
Vinyl:
* "Kongee" (1974)
* "Als de stenen konden zingen" (1975)
* "Ed Kooyman" (1975)
* "Dag en nacht" (1977)
* "Ge moet het maar weten" (1982)
* "Knappe gasten" (1986)
cd's:
* "1000 weekends" (1990)
* "Kooyman, Van Haeren en de mensen" (1992)
* "In 't zilver" (1994)
* "Kongee & andere liekes" (1996)
* "Een lieke van Herman en Ed" (2001)
* "De oogst is binnen" (2014)
* "Met juffra Toertjes en heel den Hannekesnest" (2015)
* "Liekes voor god en klein pierke" (2023)